# مسجد البر والإحسان (البيرة)
مسجد البرّ والإحسان هو مسجد حديث في مدينة البيرة وسط الضفة الغربية. افتتح عام 2015 فعليًا وفي عام 2016 رسميًا. تبلغ مساحة الطابق فيه نحو 280 مترًا مربعًا. يقع قُرب استاد بلدية البيرة الدولي. بلغت تكلفة البناء حوالي 450 ألف دولار.

## هجوم مسجد البر والإحسان
أقدم مستوطنون إسرائيليون على محاولة حرق مسجد البر والإحسان في 27 يوليو 2020. تقوم على أرض مدينة البيرة مستوطنة بسجوت الإسرائيلية التي يُعتقد أن يكونوا قد انطلقوا منها. ذكرت وزارة الأوقاف والشؤون الدينية إنهم خطّوا شعارات عنصرية على جدران المسجد وهي:

### ردود الفعل
- أدان رئيس وزراء دولة فلسطين محمد اشتية حرق المسجد وخط شعارات عنصرية، كما وصف الاعتداء بأنه فعل إجرامي وعنصري، وحمل السلطات الإسرائيلية مسؤولية عنف المستوطنين.[5]
- وصفت وزارة الأوقاف والشؤون الدينية الفلسطينية الحادث بأنه «جريمة عنصرية» وأضافت أن الحكومة الإسرائيلية تتحمل المسؤولية الكاملة عن هذا العمل.[6]
- وصفت الهيئة الإسلامية المسيحية لنصرة القدس والمقدسات الحدث بأنه انتهاكٌ صارخٌ لحرية العبادة والمعتقد ولحرمة المقدسات.[7]
- حركة حماس دعت سكان الضفة الغربية إلى التصدي لعنف المستوطنين، ووصفت الحادثة بأنه سلوك همجي ومعاداة لكل القيم الإنسانية التي تحترم الأديان ودور العبادة. كذلك استنكرت حركة الجهاد الإسلامي الحادثة.[5]